# Purgas en Turquía de 2016
En julio de 2016, el Gobierno turco inició una purga masiva contra civiles y militares en reacción a un fallido golpe de Estado, que se produjo el 15 de julio del 2016. 
La purga se centró principalmente en funcionarios públicos y soldados, de los que se sospecha que pertenecen al Movimiento Gülen. Según el gobierno este movimiento es el responsable del fallido golpe de Estado. Decenas de miles de funcionarios y soldados fueron purgados durante la primera semana después, por ejemplo, el 16 de julio de 2016, justo un día después de haber sido frustrado el golpe de Estado, 2745 jueces fueron destituidos y detenidos. Esto fue seguido por el despido, la detención o suspensión de cerca de 50 000 funcionarios.
El gobierno declaró un estado de emergencia y suspendió temporalmente su cumplimiento a la Convención Europea de Derechos Humanos, un tratado internacional ratificado por Turquía, que protege los derechos humanos y de las libertades fundamentales. Como respuesta a estos hechos, la Amnistía Internacional pidió al Comité Europeo para la Prevención de la Tortura hacer una visita de emergencia a Turquía para ver cuales son las condiciones en las que los detenidos son recluidos. Los grupos de Derechos Humanos criticaron el tratamiento de los reclusos, que incluye la negación de los alimentos, el agua, el tratamiento médico, y el contacto con familiares y abogados, así como la violación y la tortura. Un acontecimiento notable fue la paliza de 300 soldados detenidos en Ankara. Los soldados fueron golpeados y se les provocaron cicatrices, algunos resultaron con huesos rotos, otros apenas podían caminar o mantenerse en pie.
Las purgas fueron criticadas por comentaristas tanto nacionales como internacionales. Can Dündar, editor en jefe del diario turco Cumhuriyet, por ejemplo, describió el evento como «la mayor caza de brujas para la historia de Turquía», tanto el presidente estadounidense, Barack Obama, y la Alta representante de la Unión Europea, Federica Mogherini, dijeron que la purga y la tortura representan un revés para los derechos humanos en Turquía.

## Antecedentes
En 2005, un hombre afiliado al Movimiento Gülen se acercó al entonces embajador de Estados Unidos en Turquía, Eric S. Edelman, durante un partido de fútbol en Estambul, y le entregó un sobre que contenía un documento supuestamente detallando con planes para un inminente golpe de Estado contra el gobierno, el cual sería dado por el ejército turco. Sin embargo, los documentos resultaron ser falsificaciones hechas por sus colegas. El Movimiento Gülen dijo que sólo está interesado en la naturaleza y que no tiene aspiraciones políticas.
En enero de 2014, durante un grave escándalo de corrupción en Turquía, 96 jueces y fiscales, incluyendo la fiscal jefe de Izmir, Huseyin Bas, fueron reasignados como parte de una investigación por corrupción. Bas fue trasladada a Samsun. En total, más de 120 jueces y fiscales fueron reasignados. El Daily Telegraph describió los eventos como «la purga más grande en la historia de Turquía»; ese puesto fue arrebatado a mediados de 2016, por las purgas de civiles, militares y funcionarios judiciales que tuvo lugar en Turquía después del fallido golpe de Estado, principalmente dirigido a los seguidores de Fethullah Gülen, un ex aliado del presidente de Turquía, Recep Tayyip Erdoğan.

## Sectores afectados
Tras el intento de golpe de estado fallido, durante el primer discurso dado por el presidente Erdogan al volver a Estambul luego de haber sido evacuado por su seguridad tras el golpe de Estado, Erdogan dijo que el golpe de Estado era una buena razón para hacer una purga en el ejército turco para eliminar a miembros del Movimiento Gülen y crear una «nueva Turquía».
Una amplia purga se inició en todas las organizaciones gubernamentales civiles y militares. Esta purga fue iniciada a raíz del fallido golpe de Estado. El Presidente Erdoğan dio una advertencia a sus oponentes: dijo que iban a pagar un alto precio por ser partidarios del golpe de Estado. El New York Times describió las purgas como un «contra-golpe de estado», y teme que el presidente «se haga más vengativo y obsesionado con el control más que nunca», pues él no sólo utilizará la purga para castigar a los soldados amotinados, si no para también reprimir cualquier disidencia en Turquía.
El 18 de julio, el Secretario de Estado de Estados Unidos, John Kerry, instó a las autoridades turcas a detener el aumento de la represión de sus ciudadanos, lo que indica que la medida de aumento de fuerza fue destinado a «la represión de la disidencia». El ministro de Relaciones Exteriores de Francia, Jean-Marc Ayrault, expresó su preocupación, advirtiendo de un «sistema político que se aleja de la democracia» en respuesta a las purgas.
Las Naciones Unidas han dicho que las purgas se han extendido contra personas que nada tenían que ver con el golpe. También la ONU ha condenado el golpe de Estado, y dice que Turquía se está pareciendo cada vez más a Egipto.

### Militares
El primer ministro, Binali Yildirim, anunció el 16 de julio de 2016 que 2839 soldados de diversos rangos habían sido arrestados. Entre los arrestados había al menos 34 generales y almirantes. Un número indeterminado de estudiantes de la Escuela Militar Turca detenidos llenaron cinco autobuses. El 18 de julio de 2016, un total de 103 generales y almirantes que tenían conexión con el golpe de Estado fueron detenidos por las autoridades turcas.
Yasemin Özata Çetinkaya, gobernadora de la provincia de Sinope, fue destituida de su cargo, y su marido, un coronel en el ejército turco, detenido. Militares turcos llevaron a cabo una redada en la Academia de la Fuerza Aérea en Estambul.

### Policías y Sistema Judicial

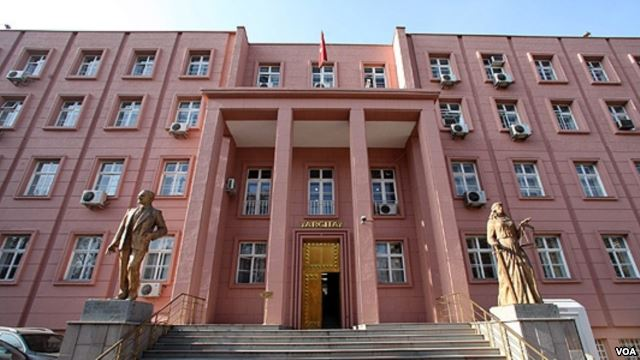
Edificio de la Corte Acusatoria en Ankara.

El 16 de julio de 2016, el Consejo Supremo de Jueces y Fiscales de Turquía (CSJFT) dio de baja a 2745 jueces de sus funciones y ordenó su detención.  De estos jueces, 541 trabajaban en el ámbito contencioso-administrativo, y 2204 estaban en la justicia penal. Esto equivale a aproximadamente el 36 % de todos los jueces en Turquía en el momento. Dos jueces de la Corte Constitucional de Turquía, Alparslan Altan y Erdal Tercan, fueron detenidos por las autoridades turcas por supuestos vínculos con el movimiento Gülen, mientras que cinco miembros del CSJFT fueron revocados, y otros 10 miembros del Consejo de Estado turco, fueron detenidos y acusados de ser miembros del estado paralelo. 
El 18 de julio de 2016, el gobierno turco había suspendido a 8777 funcionarios del gobierno en todo el país por sus presuntos vínculos con los golpistas. Los suspendidos incluyen 7 899 oficiales de policía, 614 agentes de la Gendarmería, 47 gobernadores de distrito y 30 gobernadores regionales. El 19 de julio de 2016, 755 jueces y fiscales habían sido arrestados en relación con el intento de golpe de Estado.

### Políticos
Huseyin Avni Mutlu, gobernador de Estambul, fue despedido el 19 de julio de 2016. El vicealcalde del Distrito de Şişli, Cemil Candas, recibió un disparo en la cabeza por un pistolero no identificado, en frente de su oficina el 18 de julio de 2016. Mientras tanto, los integrantes del Parlamento turco tuvieron que ser evacuados por su seguridad.
Cerca de 26 000 militantes del HDP son encarcelados.

### Servicios Civiles
Tras una serie de detenciones y purgas en todo el gobierno, el primer ministro Yildirim, anunció el 18 de julio de 2016 que las vacaciones anuales para todos los funcionarios eran suspendidas, y que todos tenían que ir a trabajar. Más de tres millones de funcionarios fueron afectados, además, a los empleados del sector público se les prohibió salir del país.
El 19 de julio por la tarde, 49 321 empleados del sector público habían sido suspendidos. Estas suspensiones incluían a más de 1500 empleados del Ministerio de Finanzas, 257 empleados del Ministerio de la presidencia (incluyendo seis asesores), 492 empleados del Ministerio de Asuntos Religiosos, 100 empleados de la Organización Nacional de Inteligencia y 393 empleados del Ministerio de Familia y Política Social.
El 20 de julio de 2016, el ministro de Juventud y Deportes, Akif Çağatay Kılıç, anunció que 245 empleados dentro de su ministerio habían sido despedidos. En el Ministerio de Energía, se informó que 300 empleados fueron despedidos, y en el Ministerio de Costumbres 184 empleados fueron despedidos.

### Educación
Por mucho, la mayor purga fue en el Ministerio de Educación Nacional, donde 15 200 maestros fueron suspendidos. Las licencias de 21 000 docentes en el sector privado también fueron canceladas. El Consejo de Educación Superior pidió a todos los decanos de las universidades estatales y privadas 1577 dimisiones. 626 instituciones educativas, en su mayoría privadas, fueron clausuradas, por ejemplo, en Burdur, una escuela, un cram school y cuatro albergues de estudiantes cerraron el 20 de julio, además, una prohibición de viajar se colocó en los académicos, lo que les impide salir del país.
El 23 de julio de 2016, el presidente turco, Recep Tayyip Erdoğan, cerró 1043 escuelas privadas, 1229 organizaciones benéficas y fundaciones, 19 sindicatos, 15 universidades y 35 instituciones médicas en su primer decreto de emergencia, en virtud de la recientemente aprobada legislación de emergencia.

### Medios de comunicación
Las licencias de 24 canales de radio y televisión, así como y licencias de 34 periodistas fueron revocadas. Las licencias pertenecían a sospechosos de ser simpatizantes o miembros del Movimiento Gülen. Dos personas fueron detenidas por mostrarse a favor del golpe a través de los medios de comunicación. El 25 de julio, Nazlı Ilıcak fue tomada en custodia.
La Fiscalía de Estambul ordenó la detención de 47 antiguos periodistas de Zaman, un diario que ya en marzo fue confiscado por las autoridades turcas por considerarlo vinculado a la red del predicador Fethullah Gülen, acusado por el gobierno de ser responsable del golpe de Estado fallido. El gobierno ya ha clausurado 45 diarios, 16 cadenas de televisión, tres agencias de prensa, 23 estaciones de radio, 15 revistas y 29 editoriales.

### Viajes
El gobierno turco revocó casi 11 000 pasaportes.

### Deportes
La Federación Turca de Fútbol anuncio el despido de 94 árbitros y empleados de la entidad regente del balompié euroasiatico como parte de la purga desatada por el intento de golpe de Estado en Turquía. «Nuestra federación consideró que era necesario despedir a 94 personas, incluyendo árbitros con grado regional y nacional, asistentes, miembros del comité regional de arbitraje y a observadores tanto nacionales como regionales», dijo en un comunicado la Federación de Fútbol de Turquía. Se indica asimismo que la medida también ha afectado a un miembro de la directiva de la Superliga de Turquía.

## Bloqueo a Wikipedia
EL 29 de abril de 2017, las autoridades de Turquía han bloqueado el acceso a la enciclopedia virtual Wikipedia en todos sus idiomas argumentando “consideraciones legales” pero sin aclarar los motivos del cierre.Posteriormente autoridades del Poder judicial  turco confirmaron la medida y la volvieron permanente. Incluyendo una nueva purga política y despidió a casi 4.000 funcionarios, además de prohibir los programas de citas en televisión. El fundador de Wikipedia Jimmy Wales criticó la medida en su cuenta de Twitter.

## Violaciones a los Derechos Humanos
Los derechos humanos en Turquía están protegidos por el derecho internacional, en particular por el Pacto Internacional de Derechos Civiles y Políticos que Turquía firmó en el año 2000, que prevalece sobre la legislación turca de acuerdo con el Artículo 90 de la Constitución de 1982. Algunos manifestantes durante el golpe de Estado y días posteriores, pedían que se condenara a los golpistas a la pena de muerte, la pena de muerte fue abolida por Turquía en 2004, Erdogan declaró que la pena de muerte era una posibilidad que podría ser debatida en el parlamento, y que en una democracia, la voluntad del pueblo debe ser respetada. El 21 de julio, el gobierno turco anunció que iba a suspender el Convenio Europeo de Derechos Humanos durante el estado temporal de emergencia.
Durante el mes de julio de 2016, los detenidos como consecuencia de las purgas se les negó la comida durante 3 días y el agua durante dos días, se les negó la asistencia médica, se les sometió a violaciones, y fueron sometidos a otras formas de tortura. 300 soldados de sexo masculino fueron sometidos a fuertes golpizas durante su detención, la golpiza tuvo como consecuencia que varios de ellos terminaran con lesiones como contusiones, cortes y fracturas de huesos. 40 soldados no eran capaces ni de mantenerse en pie debido a las lesiones, y otros dos eran incapaces de ponerse de pie. Algunos detenidos tenían sangre en sus camisas como consecuencia de las torturas realizadas durante los interrogatorios por parte de los fiscales. Los detenidos durante las purgas en Turquía no se les permitía ponerse en contacto con su familia ni con abogados. Un abogado turco especializado en derechos humanos, Orhan Kemal Cengiz, fue detenido en un aeropuerto el 21 de julio de 2016. Human Rights Watch describe su detención como "chocante" y pidió su liberación inmediata. El 24 de julio, Amnistía Internacional pidió al Comité Europeo para la Prevención de la Tortura hacer una visita de emergencia a Turquía para observar las condiciones en las que los detenidos se encontraban recluidos.

## Reacciones
Las purgas fueron criticadas por varios gobiernos internacionales y grupos de derechos humanos. Human Rights Watch advirtió que el gobierno turco utiliza el intento de golpe de Estado para justificar una caza de brujas contra aquellos que considera como opositores. Andrew Gardner, investigador de Amnistía Internacional para Turquía, dijo: «Estamos asistiendo a una ofensiva de proporciones excepcionales en Turquía. Si bien es comprensible y legítimo, que el gobierno quiera investigar y sancionar a los responsables de este sangriento intento de golpe de estado, pero debe respetar el estado de derecho y el respeto a la libertad de expresión».
El comisionado europeo para tratar con Turquía el tema de su adhesión a la UE, Johannes Hahn, dijo que parece que el gobierno turco ya tenía las detenciones listas contra opositores antes de que el intento de golpe de Estado estallara. La jefa política exterior de europea, Federica Mogherini, condenó las purgas, diciendo: «Lo que estamos viendo en Turquía es inaceptable».
El Ministro-presidente de Baviera, Horst Seehofer instó a la Unión Europea a suspender las negociaciones con Turquía sobre su entrada en la UE.
El Consejo Universitario Checo, hizo una comparación de la purga en instituciones educativas en Turquía con las que tuvieron lugar bajo el gobierno socialista en la antigua Checoslovaquia.
La Asociación de Universidades Europeas (AUE) se unió a las protestas hechas por la Universidad Europea de la Fundación (UEF) "fuertemente y de manera incondicional", condenó la dimisión forzada de cientos de decanas de instituciones de educación superior en Turquía tras el fallido intento de golpe de Estado en el país, y exhortó a todos los gobiernos Europeos, las universidades y los investigadores para hablar de esa situación y el apoyo a la democracia en Turquía, incluyendo la autonomía institucional y la libertad académica para investigadores y estudiantes.
El Ministro Belga de Asuntos Exteriores, Didier Reynders, dijo que las autoridades turcas habían respondido al intento de golpe de Estado de manera «desproporcional», y que él estaba alarmado por las detenciones de los jueces y de las llamadas para el restablecimiento de la pena de muerte contra los golpistas.
El presidente Barack Obama dijo que estaba preocupado por las imágenes que muestran el duro tratamiento de algunos de los detenidos por participar en el intento de golpe de Estado, algunos de los cuales aparecieron despojados de su ropa interior y las manos esposadas detrás de la espalda.
El secretario de Estado de EE. UU., John Kerry, instó a las autoridades turcas a detener el aumento de la represión de sus ciudadanos. El Ministro de Relaciones Exteriores francés, Jean-Marc Ayrault, expresó su preocupación, advirtiendo que él está en contra de un "sistema político que se aleja de la democracia" en respuesta a las purgas.
Las Naciones Unidas condenaron los hechos y acusaron que muchos detenidos que supuestamente tenían algo que ver con el intento de golpe de Estado en realidad no tienen nada que ver, al mismo tiempo también condenó el golpe de Estado y dijo que debería evitarse un problema mayor como sucedió en Egipto.
Por otro lado, el presidente ruso Vladímir Putin apoyo decididamente a Erdogan, en una reunión en San Petersburgo, condenando cualquier intento de acción inconstitucional. Mientras tanto, Erdogan, en respuesta a las declaraciones de Estados Unidos y los países europeos, los acusó de dar apoyo al terrorismo y a los golpistas, y el ministro de Justicia turco, Bekir Bozdag, envió a Estados Unidos una solicitud de extradición del clérigo turco Fethullah Gulen, acusado como líder del golpe.
El alto comisionado de la ONU para los Derechos Humnos, Zeid Ra'ad al Hussein, cuestionó la legalidad de los despidos y detenciones masivas de funcionarios en Turquía, señalando que "es muy improbable" que tales medidas "hayan cumplido con los estándares del debido proceso".

## Análisis
Can Dündar, editor en jefe del diario turco Cumhuriyet, describió las purgas como parte de un patrón histórico del poder político en Turquía, «cuando el gobierno se da cuenta de que la religión y las milicias toman más poder y amenazan el suyo siempre hay una purga». Él describió las purgas del 2016 como «la mayor caza de brujas en la historia de Turquía». El historiador, analista y director, Henri J. Barkey, comparó la purga en Turquía con la Revolución Cultural realizada por Mao Zedong iniciada en 1966 y la Revolución Cultural Iraní de 1980-1987.